# Административно-территориальное деление Приморского края

## Административно-территориальное устройство
Согласно Закону «Об административно-территориальном устройстве Приморского края» и Реестру административно-территориальных и населённых пунктов Приморского края, субъект РФ включает следующие административно-территориальные единицы:
- 12 городов краевого подчинения,
  - 5 внутригородских районов (районы Владивостока: Ленинский, Первомайский, Первореченский, Советский, Фрунзенский);
- 22 административных района.

Административным центром края является город Владивосток.

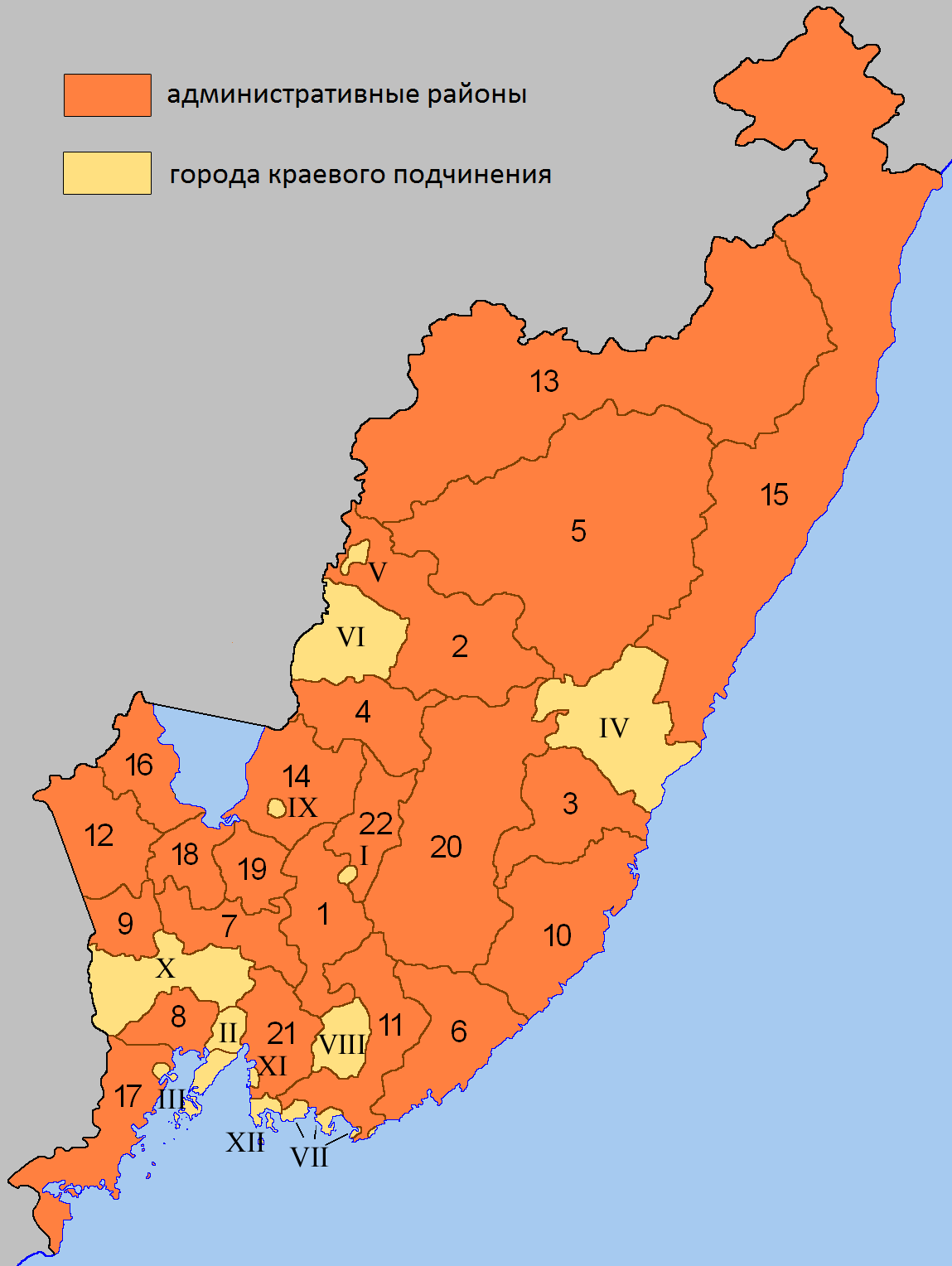
Административно-территориальное устройство Приморского края

| № на карте                 | Флаг | Герб | Название        | Код ОКАТО | Населе- ние, человек | Терри- тория, км² | Администра- тивный центр       |
| -------------------------- | ---- | ---- | --------------- | --------- | -------------------- | ----------------- | ------------------------------ |
| Города краевого подчинения |      |      |                 |           |                      |                   |                                |
| I                          |      |      | Арсеньев        | 05 403    | ↘47 015              | 39                | город Арсеньев                 |
| II                         |      |      | Артём           | 05 405    | ↘117 762             | 506               | город Артём                    |
| III                        |      |      | Владивосток     | 05 401    | ↘622 782             | 562               | город Владивосток              |
| IV                         |      |      | Дальнегорск     | 05 407    | ↘37 990              | 5342              | город Дальнегорск              |
| V                          |      |      | Дальнереченск   | 05 408    | ↘24 564              | 108               | город Дальнереченск            |
| VI                         |      |      | Лесозаводск     | 05 411    | ↘39 298              | 3064              | город Лесозаводск              |
| VII                        |      |      | Находка         | 05 414    | ↘135 345             | 360               | город Находка                  |
| VIII                       |      |      | Партизанск      | 05 417    | ↘38 810              | 1289              | город Партизанск               |
| IX                         |      |      | Спасск-Дальний  | 05 420    | ↘34 370              | 43                | город Спасск-Дальний           |
| X                          |      |      | Уссурийск       | 05 423    | ↗205 435             | 3626              | город Уссурийск                |
| XI                         |      |      | Большой Камень  | 05 406    | ↘42 181              | 120               | город Большой Камень           |
| XII                        |      |      | Фокино          | 05 547    | ↘27 038              | 291               | город Фокино                   |
| Административные районы    |      |      |                 |           |                      |                   |                                |
| 1                          |      |      | Анучинский      | 05 202    | ↘12 237              | 3885              | село Анучино                   |
| 2                          |      |      | Дальнереченский | 05 207    | ↘7793                | 7236              | город Дальнереченск            |
| 3                          |      |      | Кавалеровский   | 05 210    | ↘20 727              | 4215              | пгт Кавалерово                 |
| 4                          |      |      | Кировский       | 05 212    | ↘17 312              | 3484              | пгт Кировский                  |
| 5                          |      |      | Красноармейский | 05 214    | ↘13 859              | 20603             | село Новопокровка              |
| 6                          |      |      | Лазовский       | 05 217    | ↘11 848              | 4692              | село Лазо                      |
| 7                          |      |      | Михайловский    | 05 220    | ↘28 474              | 2741              | село Михайловка                |
| 8                          |      |      | Надеждинский    | 05 223    | ↗41 960              | 1596              | село Вольно-Надеждинское       |
| 9                          |      |      | Октябрьский     | 05 226    | ↘22 743              | 1633              | село Покровка                  |
| 10                         |      |      | Ольгинский      | 05 228    | ↘7209                | 6416              | пгт Ольга                      |
| 11                         |      |      | Партизанский    | 05 230    | ↗29 888              | 4097              | село Владимиро-Александровское |
| 12                         |      |      | Пограничный     | 05 232    | ↘18 096              | 3750              | пгт Пограничный                |
| 13                         |      |      | Пожарский       | 05 234    | ↘24 093              | 22570             | пгт Лучегорск                  |
| 14                         |      |      | Спасский        | 05 237    | ↘19 870              | 4209              | город Спасск-Дальний           |
| 15                         |      |      | Тернейский      | 05 240    | ↘9728                | 27102             | пгт Терней                     |
| 16                         |      |      | Ханкайский      | 05 246    | ↘17 049              | 2689              | село Камень-Рыболов            |
| 17                         |      |      | Хасанский       | 05 248    | ↘24 400              | 4130              | пгт Славянка                   |
| 18                         |      |      | Хорольский      | 05 250    | ↘24 478              | 1969              | село Хороль                    |
| 19                         |      |      | Черниговский    | 05 253    | ↘25 893              | 1840              | село Черниговка                |
| 20                         |      |      | Чугуевский      | 05 255    | ↘21 090              | 12347             | село Чугуевка                  |
| 21                         |      |      | Шкотовский      | 05 257    | ↘21 051              | 2665              | пгт Смоляниново                |
| 22                         |      |      | Яковлевский     | 05 259    | ↘11 970              | 2400              | село Яковлевка                 |

## Муниципальное устройство
В рамках организации местного самоуправления края, в границах административно-территориальных единиц Приморского края созданы муниципальных образования.
К 1 января 2024 года их число составило 78, в том числе:
- 9 городских округов,
- 19 муниципальных округов,
- 6 муниципальных районов, в составе которых:
  - 4 городских поселения,
  - 40 сельских поселений.

| № на карте           | Флаг | Герб | Название         | Код ОКТМО | Населе- ние, человек | Терри- тория, км² | Администра- тивный центр       |
| -------------------- | ---- | ---- | ---------------- | --------- | -------------------- | ----------------- | ------------------------------ |
| Городские округа     |      |      |                  |           |                      |                   |                                |
| I                    |      |      | Арсеньевский     | 05 703    | ↘47 015              | 39                | город Арсеньев                 |
| II                   |      |      | Артёмовский      | 05 705    | ↘117 762             | 506               | город Артём                    |
| III                  |      |      | Владивостокский  | 05 701    | ↘622 782             | 562               | город Владивосток              |
| V                    |      |      | Дальнереченский  | 05 708    | ↘24 564              | 108               | город Дальнереченск            |
| VII                  |      |      | Находкинский     | 05 714    | ↘135 345             | 360               | город Находка                  |
| VIII                 |      |      | Партизанский     | 05 717    | ↘38 810              | 1289              | город Партизанск               |
| IX                   |      |      | Спасск-Дальний   | 05 720    | ↘34 370              | 43                | город Спасск-Дальний           |
| X                    |      |      | Уссурийский      | 05 723    | ↗205 435             | 3626              | город Уссурийск                |
| XI                   |      |      | Большой Камень   | 05 706    | ↘42 181              | 120               | город Большой Камень           |
| XII                  |      |      | Фокино           | 05 747    | ↘27 038              | 291               | город Фокино                   |
| Муниципальные округа |      |      |                  |           |                      |                   |                                |
| IV                   |      |      | Дальнегорский    | 05 707    | ↘37 990              | 5342              | город Дальнегорск              |
| VI                   |      |      | Лесозаводский    | 05 711    | ↘39 298              | 3064              | город Лесозаводск              |
| VIII                 |      |      | город Партизанск | 05 717    | ↘38 810              | 1289              | город Партизанск               |
| 1                    |      |      | Анучинский       | 05 502    | ↘12 237              | 3885              | село Анучино                   |
| 3                    |      |      | Кавалеровский    | 05 510    | ↘20 727              | 4215              | пгт Кавалерово                 |
| 6                    |      |      | Лазовский        | 05 517    | ↘11 848              | 4692              | село Лазо                      |
| 9                    |      |      | Октябрьский      | 05 526    | ↘22 743              | 1633              | село Покровка                  |
| 10                   |      |      | Ольгинский       | 05 528    | ↘7209                | 6416              | пгт Ольга                      |
| 11                   |      |      | Партизанский     | 05 630    | ↗29 888              | 4097              | село Владимиро-Александровское |
| 12                   |      |      | Пограничный      | 05 532    | ↘18 096              | 3750              | пгт Пограничный                |
| 13                   |      |      | Пожарский        | 05 534    | ↘24 093              | 22570             | пгт Лучегорск                  |
| 15                   |      |      | Тернейский       | 05 540    | ↘9728                | 27102             | пгт Терней                     |
| 16                   |      |      | Ханкайский       | 05 546    | ↘17 049              | 2689              | село Камень-Рыболов            |
| 17                   |      |      | Хасанский        | 05 548    | ↘24 400              | 4130              | пгт Славянка                   |
| 18                   |      |      | Хорольский       | 05 550    | ↘24 478              | 1969              | село Хороль                    |
| 19                   |      |      | Черниговский     | 05 653    | ↘25 893              | 1840              | село Черниговка                |
| 20                   |      |      | Чугуевский       | 05 555    | ↘21 090              | 12347             | село Чугуевка                  |
| 21                   |      |      | Шкотовский       | 05 657    | ↘21 051              | 2665              | пгт Смоляниново                |
| 22                   |      |      | Яковлевский      | 05 559    | ↘11 970              | 2400              | село Яковлевка                 |
| Муниципальные районы |      |      |                  |           |                      |                   |                                |
| 2                    |      |      | Дальнереченский  | 05 607    | ↘7793                | 7236              | город Дальнереченск            |
| 4                    |      |      | Кировский        | 05 612    | ↘17 312              | 3484              | пгт Кировский                  |
| 5                    |      |      | Красноармейский  | 05 614    | ↘13 859              | 20603             | село Новопокровка              |
| 7                    |      |      | Михайловский     | 05 620    | ↘28 474              | 2741              | село Михайловка                |
| 8                    |      |      | Надеждинский     | 05 623    | ↗41 960              | 1596              | село Вольно-Надеждинское       |
| 14                   |      |      | Спасский         | 05 637    | ↘19 870              | 4209              | город Спасск-Дальний           |

В рамках административно-территориального устройства края, Дальнегорский и Лесозаводский муниципальные округа и муниципальный округ город Партизанск составляют города краевого подчинения, все остальные муниципальные округа и муниципальные районы составляют одноимённые административные районы.

## История

### 1856—1919 годы. Приморская область Российской империи

#### 1856—1880 годы

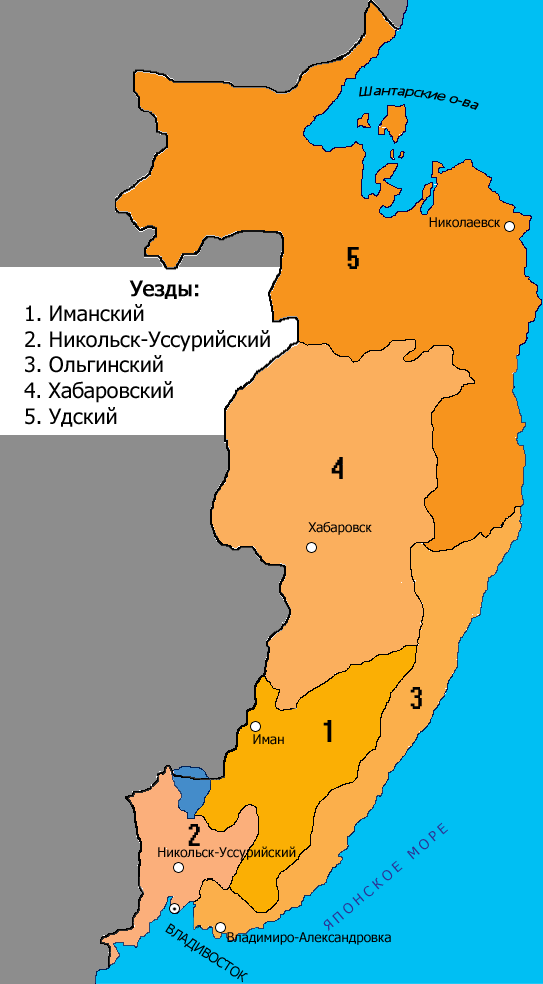
Административно-территориальное деление Приморской области к 1912 году

31 октября (14 ноября) 1856 года в связи с присоединением к России Приамурья из приморских частей Восточной Сибири была образована Приморская область Восточно-Сибирского генерал-губернаторства с центром в Николаевске (см. АТД Хабаровского края).
В 1860 году к Приморской области был присоединён новообретённый по Пекинскому договору Уссурийский край, включавший в себя земли между Амуром, Уссури и Японским морем.
10 февраля 1871 года решеним правительства Владивосток был учреждён в качестве главного военного порта России на Тихом океане. Во Владивосток из Николаевска были переведены все морские учреждения, резиденция военного губернатора и главная база Сибирской военной флотилии.
В сентябре 1875 года на основании временного положения «О гражданском и военном управлении на о. Сахалине» Сахалинский округ Приморской области был разделён на два — Южно-Сахалинский и Северо-Сахалинский в составе Приморской области.
28 апреля 1880 года Владивосток с полуостровом Муравьёва-Амурского и островом Русским был выделен из состава Приморской области в самостоятельное военное губернаторство. Административным центром Приморской области стал пост Хабаровка (см. АТД Хабаровского края).

#### 1888—1919 годы
9 июня 1888 года Владивостокское военное губернаторство было упразднено, административный центр Приморской области вновь был перенесён во Владивосток.
9 июля 1888 года из состава Гижигинского уезда был выделен Анадырский округ (округа) (центр — село Ново-Мариинское).
26 июня 1889 года в составе Приморской области был образован округ Уссурийского казачьего войска с четырьмя станичными округами:
- Казакевичевским
- Козловским
- Платоно-Александровским
- Полтавским[12]

В 1896 году окружной центр Софийского округа был переведён из города Софийск в Хабаровск, округ переименован в Хабаровский.
К 1909 году в состав Приморской области входили следующие округа и уезды:
- округа:
  - Анадырский (центр — село Ново-Мариинское)
  - Гижигинский (центр — город Гижигинск)
  - Удский (центр — город Николаевск)
  - Хабаровский (центр — город Хабаровск)
- уезды:
  - Командорский (уездного города не имел)
  - Охотский (центр — город Охотск)
  - Петропавловский (центр — город Петропавловск)
  - Уссурийский (центр — пост Каменный Рыболов)
  - Южно-Уссурийский (центр — город Никольск-Уссурийский)

17 июня 1909 года согласно закону «Об административном переустройстве Приморской области и острова Сахалина» из состава Приморской области были выделены Сахалинская и Камчатская области (см. далее АТД Сахалинской области, АТД Камчатского края). В том же году Южно-Уссурийский уезд был разделён на 3 уезда: Никольск-Уссурийский, Иманский и Ольгинский.
26 февраля 1914 года из Приморской области в состав Сахалинской области был передан Удский уезд (центр — город Николаевск).
К 1917 году Приморская область включала в себя следующие уезды:
- Иманский (центр — посёлок Иман)
- Никольск-Уссурийский (центр — город Никольск-Уссурийский)
- Ольгинский (центр — село Владимиро-Александровское)
- Округ Уссурийского казачьего войска (центр — город Владивосток), состоящее из 6 станичных округов
- Хабаровский (центр — город Хабаровск)[19]

### 1920—1926 годы. Приморская область
6 апреля 1920 года была провозглашена Дальневосточная республика (ДВР), в состав которой вошла, в том числе, и Приморская область.
22 ноября 1920 года из Иманского, Сахалинского, Удского и Хабаровского уездов Приморской области была образована Приамурская область ДВР (центр — город Хабаровск) (см. далее АТД Хабаровского края).
15 ноября 1922 года Дальневосточная республика была включена в состав РСФСР как Дальневосточная область с центром в Чите (с декабря 1923 года — в Хабаровске). Приморская область была переименована в Приморскую губернию.
В августе 1923 года в состав Приморской губернии вошла территория ликвидированной Приамурской губернии.
| Уезд                 | Центр                      | Волости |
| -------------------- | -------------------------- | --- |
| Владивостокский      | город Владивосток          | Барабашевская (центр — урочище Барабаш), Владимиро-Александровская (центр — село Владимиро-Александровское), Киевская (центр — село Киев), Ольгинская (центр — село Ольга), Посьетская (центр — урочище Новокиевское), Сучанская (центр — шахта № 2 рудника «Сучан»), Тетюхинская (центр — пристань Тетюхе), Шкотовская (центр — село Шкотово) |
| Николаевск-на-Амуре  | город Николаевск-на-Амуре  | Больше-Михайловская (центр — село Богородское), Николаевская (центр — город Николаевск-на-Амуре), Удско-Кербинская (центр — село Керби) |
| Никольск-Уссурийский | город Никольск-Уссурийский | Гродековская (центр — станица Гродеково), Ивановская (центр — село Ивановка), Михайловская (центр — село Михайловка), Покровская (центр — село Покровка), Суйфунская (центр — город Никольск-Уссурийский), Ханкайская (центр — село Камень-Рыболов), Черниговская (центр — село Черниговка)                                                    |
| Спасский             | город Спасск               | Калининская (центр — город Иман), Спасская (центр — город Спасск), Тихоновская (центр — село Тихоновка), Уткинская (центр — деревня Гоголевка), Чугуевская (центр — село Чугуевка), Шмаковская (центр — село Успенка), Яковлевская (центр — село Яковлево)                                                                                     |
| Хабаровский          | город Хабаровск            | Киинская (центр — село Переяславка), Ленинская (центр — село Вяземское), Некрасовская (центр — город Хабаровск), Нижне-Тамбовская (центр — село Нижне-Тамбовское), Троицкая (центр — село Троицкое) |
| Сахалин остров       | город Александровск        | (см. АТД Сахалинской области) |

### 1926—1932 годы. Владивостокский округ
В начале 1920-х годов в стране проходила реформа административно-территориального устройства. 4 января 1926 года декретом ВЦИК Дальневосточная область преобразована в Дальневосточный край, в составе которого предусматривалось 9 округов, объединяющих 76 районов. Территория упразднённой Приморской губернии была разделена на три округа:
- Владивостокский — в пределах Владивостокского уезда (за исключением северной части Тетюхинской волости), Никольско-Уссурийского уезда, а также Шмаковской, Спасской, Яковлевской и Чугуевской волостей Спасского уезда Приморской губернии, с центром в городе Владивостоке
- Николаевский (см. Административно-территориальное деление Хабаровского края)
- Сахалинский (см. Административно-территориальное деление Сахалинской области)

| Округ           | Центр             | Районы |
| --------------- | ----------------- | --- |
| Владивостокский | город Владивосток | Гродековский (центр — село Гродеково), Ивановский (центр — село Ивановка), Михайловский (центр — село Михайловка), Ольгинский (центр — посёлок Ольга), Покровский (центр — село Покровка), Посьетский (центр — село Славянка), Спасский (центр — город Спасск), Суйфунский (центр — город Никольск-Уссурийский), Сучанский (центр — посёлок Сучанский Рудник), Ханкайский (центр — село Камень-Рыболов), Шкотовский (центр — село Шкотово), Шмаковский (центр — село Успенка), Черниговский (центр — село Черниговка), Яковлевский (центр — село Яковлевка) |

13 декабря 1930 года был упразднен Суйфунский район, часть его территории была передана в подчинение городу Никольску-Уссурийскому.
В мае 1932 года в соответствии с постановлением президиума Дальневосточного Крайисполкома от 19 апреля 1932 года из южной части Советского района был образован Тернейский район ДВК (центр — село Терней-Морозовское (с 1938 года — посёлок Терней))

### 1932—1937 годы. Приморская и Уссурийская области ДВК
20 октября 1932 года вышло постановление ВЦИК и СНК РСФСР «О новом территориальном делении и районировании Дальневосточного края». В составе ДВК были образованы четыре области, в том числе Приморская область (центр — город Владивосток), в состав которой вошли районы:
- Гродековский — (центр — село Гродеково)
- Ивановский — (центр — село Ивановка)
- Иманский — (центр — город Иман)
- Михайловский — (центр — село Михайловка)
- Ольгинский — (центр — посёлок Ольга)
- Покровский — (центр — село Покровка)
- Посьетский — (центр — село Славянка)
- Сихотэ-Алинский
- Советско-Орочский (центр — Усть-Орочи)[26]
- Спасский — (центр — город Спасск-Дальний)
- Сучанский — (центр — посёлок Сучанский Рудник)
- Тернейский — (центр — село Терней-Морозовское)
- Ханкайский — (центр — село Камень-Рыболов)
- Черниговский — (центр — село Черниговка)
- Шкотовский — (центр — село Шкотово)
- Шмаковский — (центр — село Успенка)
- Яковлевский — (центр — село Яковлевка)
- города Владивосток и Никольск-Уссурийский[22]

17 ноября 1932 года был образован Бикинский район (центр — посёлок Бикин) Приморской области.
22 июля 1934 года постановлением ВЦИК из Приморской области была выделена Уссурийская область (центр — город Никольск-Уссурийский, через год переименован в Ворошилов), в состав которой вошли следующие районы:
- Гродековский
- Ивановский
- Михайловский
- Покровский
- Спасский
- Шмаковский
- Ханкайский
- Черниговский
- Яковлевский[22]

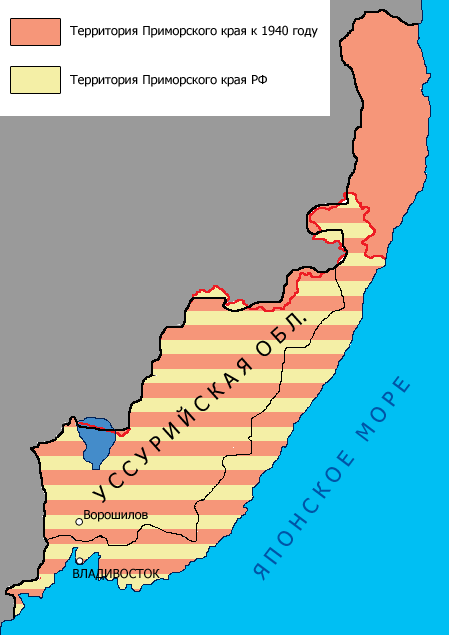
Территория Приморского края к 1940 году

В феврале 1935 года Сучанский район Приморской области был переименован во Владимиро-Александровский район, в апреле того же года он был вновь переименован в Будёновский район.
23 марта 1935 года постановлением Президиума Дальневосточного крайисполкома на основании постановления ВЦИК от 25 января 1935 года в Уссурийской области были образованы новые районы:
- Анучинский — за счёт разукрупнения Ивановского района
- Успенский (центр — село Успенка (в 1939 году переименовано в рабочий посёлок Кировский)) — за счёт разукрупнения Шмаковского района
- Хорольский (центр — село Хороль) — из частей Михайловского, Ханкайского и Черниговского районов
- Чугуевский — за счёт разукрупнения Яковлевского района.[29][30][31][32][33][34][35]

17 апреля 1935 года Успенский район Уссурийской области был переименован в Кировский район. В том же году Покровский район Уссурийской области был переименован в Молотовский район.
9 апреля 1937 года постановлением Президиума Дальневосточного крайисполкома был образован Надеждинский район Приморской области (центр — село Вольно-Надеждинское).
В апреле 1937 года из территории, подчинённой городу Ворошилову, был образован Суйфунский район Уссурийской области, переименованный в ноябре того же года в Ворошиловский.
3 мая 1937 года Надеждинский район Приморской области был переименован во Владивостокский район.

### с 1938 года. Приморский край

#### 1938—1943 годы
Приморский край в составе РСФСР с центром во Владивостоке был образован 20 октября 1938 года указом Президиума Верховного Совета СССР «О разделении Дальневосточного края на Приморский и Хабаровский края». Приморский край был образован в составе Приморской и Уссурийской областей.
5 июня 1939 года указом Президиума Верховного Совета РСФСР была ликвидирована Приморская область, районы (города Артём, Владивосток и Сучан (переведены из областного подчинения в краевое), Барабашский, Будённовский, Владивостокский, Ольгинский, Посьетский, Советский, Тернейский и Шкотовский районы) которой вошли в непосредственное подчинение Крайисполкому.
5 июня 1939 года Посьетский район был переименован в Хасанский район.
14 сентября 1939 года из 26 сельсоветов, выделенных из Калининского района, был образован Пожарский район Уссурийской области (центр — село Тихоновка; переименовано в том же году в село Пожарское).
1 ноября 1939 года был образован Чкаловский район Уссурийской области (центр — село Чкаловское).
26 февраля 1940 года указом Президиума Верховного Совета РСФСР центр Владивостокского района был перенесен из селения Вольно-Надеждинское в село Тавричанку.
| Районы, непосредственно подчинённые Крайисполкому |                                | |
| Район                                             | Центр                          | Сельсоветы, города и посёлки районного подчинения |
| Владивосток                                       |                                | |
| Артём                                             |                                | |
| Сучан                                             |                                | Бровничанский, Серебрянский, Хмельницкий |
| Барабашский                                       | село Барабаш                   | Абовский, Барабашский, Бородинский, Двойнинский, Занадворовский, Овчиниковский, Усть-Мангугайский, Усть-Сидиминский |
| Будённовский                                      | село Владимиро-Александровское | Американский, Васильевский, Владимиро-Александровский, Голубовский, Душкинский, Екатериновский, Казанковский, Ливадийский, Логанштейнский, Мельниковский, Молчановский, Новицкий, Ново-Литовский, Павловский, Поворотненский, Русско-Перетинский, Сергеевский, Тазгоузский, Унашинский, Фроловский, Хмыловский |
| Владивостокский                                   | село Тавричанка                | Вольнонадеждинский, Горно-Ананьевский, Гусево-Кравцовский, Кипарисовский, Нежинский, Тавричанский, Тимофеевский, Удуговский, Шмидтовский |
| Ольгинский                                        | село Ольга                     | Батюковский, Беневский, Богопольский, Бровкинский, Валентиновский, Ванговский, Весёло-Яровский, Веткинский, Данильченковский, Киевский, Кишенёвский, Кавалеровский, Латвийский, Лидовский, Макаровский, Маргаритовский, Милоградовский, Молдавановский, Ново-Николаевский, Ольгинский, Пермский, Петропавловский, Попелянский, Свободненский, Серафимовический, Соколовский, Сокольчинский, Суворовский, Фурмановский, Чернорученский, Щербаковский, посёлок Тетюхе        |
| Советский                                         | посёлок Советская Гавань       | Грассевичский, Датинский, Коппинский, Устькинский, Ульминский, посёлки: Иннокентьевский |
| Тернейский                                        | посёлок Терней                 | Абохинский, Амгинский, Белембийский, Велико-Кемский, Джигитский, Единский, Ключевский, Кузнецовский, Куналейский, Кхуцинский, Мысовский, Нахтахинский, Самаргинский, Удэгейский, посёлки: Пластун, Терней |
| Хасанский                                         | село Краскино                  | Верхне-Адиминский, Верхне-Брусьевский, Зарубинский, Клеркинский, Краскинский, Нижне-Янчаховский, Посьетский, Римско-Корсаковский, Рязановский, Свободненский, Славянский, Сухановский, Тальминский, Фаташинский |
| Шкотовский                                        | посёлок Шкотово                | Бессарабский, Домашлинский, Дунайский, Кангаузский, Киевичанский, Кролевецкий, Лифляндский, Лукьяновский, Малено-Мысовский, Майхенский, Многоудобинский, Ново-Васильковский, Ново-Катуничевский, Ново-Московский, Ново-Нежинский, Ново-Российский, Петровский, Подушкинский, Промысловский, Радчихинский, Рождественский, Романовский, Стекляннухинский, Суражевский, Трудовский, Угловский, Харитоновский, Царёвский, Центральный, Шеведевский, посёлки: Путятин, Шкотово |
| Уссурийская область (центр — город Ворошилов)     |                                | |
| Ворошилов                                         |                                | |
| Анучинский                                        | село Анучино                   | Анучинский, Берестовецкий, Варваровский, Виноградовский, Гродековский, Известковский, Корниловский, Лугохуторский, Ново-Гродековский, Ново-Покровский, Ново-Троицкий, Телянзенский, Чернышевский |
| Ворошиловский                                     | город Ворошилов                | Алексеевский, Богатырский, Борисовский, Голендоновский, Городеченский, Кондратеновский, Красноярский, Кугуковский, Линевиченский, Ново-Никольский, Пушкинский, Раздольненский, Супутинский, Тереховский, Ультихинский, Эрлантунский, Яконовский |
| Гродековский                                      | посёлок Гродеково              | Барабаш-Левадский, Барано-Оренбургский, Богуславский, Бойковский, Духовской, Жариковский, Нестеровский, Рубиновский, Сергеевский, Софье-Алексеевский, посёлок Гродеково |
| Ивановский                                        | село Ивановка                  | Абражеевский, Ивановский, Кленовский, Лефинский, Николаевский, Сандуганский, Снегуровский, Тарасовский, Ширяевский |
| Калининский                                       | город Иман                     | Ариадненский, Боголюбовский, Введенский, Голубовский, Добричинский, Звенигородский, Ильинский, Китай-Городский, Княжевский, Костюковский, Красновский, Краснояровский, Лазовский, Лобановский, Любитовский, Малиновский, Мартыново-Полянский, Матвеевский, Ново-Троицкий, Ольшевский, Ореховский, Ракитинский, Рождественский, Савиновский, Сальский, Соловьёвский, Сретенский, Сухановский, Третьяковский, Троицкий, Эльдовакский, Ясно-Полянский, город Иман             |
| Кировский                                         | посёлок Кировский              | Авдеевский, Антоновский, Архангеловский, Афанасьевский, Бельцовский, Больше-Ключевский, Верхне-Шетухинский, Владимировский, Загорнинский, Еленовский, Комаровский, Крыловский, Марьяновский, Межгорнинский, Ново-Краснояровский, Ново-Михайловский, Озернинский, Ольховский, Павло-Фёдоровский, Подгорнинский, Преображенский, Руновский, Степановский, Шмаковский, посёлки: Кировский, Уссурка кур. пос.                                                                  |
| Красноармейский                                   | село Новопокровка              | Богуславецкий, Благодатенский, Вербовский, Виноградовский, Гоголевский, Гончаровский, Дальнекутский, Захаровский, Ивановичинский, Картунский, Лазовский, Лаулинский, Муровский, Ново-Александровский, Ново-Крещенский, Ново-Покровский, Ново-Полтавский, Покровский, Ромнинский, Санчихезский, Саровский, Семёновский, Смирновский, Снежнинский, Софиевский, Табаровский, Трифоновский, Харьковский                                                                        |
| Михайловский                                      | село Михайловка                | Абрамовский, Боголюбовский, Воздвиженский, Глуховский, Григорьевский, Даниловский, Дубковский, Кремовский, Ляличинский, Михайловский, Осиновский, Павловский, Петрушинский, Раковский, Сун-Ят-Сенский |
| Молотовский                                       | село Покровка                  | Алексей-Никольский, Галенковский, Госконзаводский, Липовецкий, Николо-Львовский, Ново-Георгиевский, Покровский, Полтавский, Струговский, Фадеевский, Чернятинский |
| Пожарский                                         | село Пожарское                 | Благовещенский, Больше-Силанский, Васильевский, Виноградовский, Губеровский, Дмитро-Валенский, Емельяновский, Знаменский, Игнатьевский, Красно-Перевальский, Кузнецовский, Макаровский, Метахезский, Надаровский, Нижне-Михайловский, Никитовский, Олоньской, Ольгинский, Пожарский, Стольнинский, Тарташевский, Улуньгинский, Убимский, Фёдоровский, Федосьевский, Чернореченский                                                                                         |
| Спасский                                          | город Спасск-Дальний           | Буссевский, Вишневский, Гайворонский, Дубовский, Евсеевский, Зеленовский, Калиновский, Красно-Кутский, Нахимовский, Ново-Владимировский, Прохоровский, Сантахезский, Серебрянский, Славинский, Сосновский, Спасский, Татьяновский, Хвалынский, город Спасск-Дальний |
| Ханкайский                                        | село Камень-Рыболов            | Адамовский, Алексеевский, Владимиро-Петровский, Дворянский, Ильинский, Камень-Рыболовский, Комиссаровский, Любчавский, Мельгуновский, Ново-Качаловский, Ново-Николаевский, Новоселищинский, Первомайский, Платоново-Александровский, Троицкий, Турье-Роговский |
| Хорольский                                        | село Хороль                    | Благодатнинский, Вадимовский, Вознесенский, Лучковский, Ново-Бельмановский, Ново-Девичанский, Новожатковский, Петровичанский, Поповский, Прилукский, Сиваковский, Старо-Девичанский, Хорольский |
| Черниговский                                      | село Черниговка                | Алтыновский, Вассиановский, Горно-Хуторской, Дмитриевский, Луизовский, Меркушевский, Монастырщенский, Ретиховский, Халкидонский, Черниговский |
| Чкаловский                                        | село Чкаловское                | Александровский, Анненский, Бело-Церковский, Васильковский, Духовской, Константиновский, Кронштадтский, Никитовский, Ново-Русановский, Сташевский, Чкаловский |
| Чугуевский                                        | село Чугуевка                  | Антоновский, Архиповский, Бреевский, Варнаховский, Журавлёвский, Извилинский, Каменский, Кокшаровский, Ново-Михайловский, Павловский, Самарский, Сандагоуский, Саратовский, Соколовский, Сыдаговский, Уборковский, Цветковский, Чугуевский |
| Шмаковский                                        | город Лесозаводск              | Буссевский, Верхне-Михайловский, Глазовский, Елизаветовский, Ильмовский, Иннокентьевский, Кабаргинский, Макаровский, Мало-Петровский, Митрофановский, Невский, Орловский, Пантелеймоновский, Пчелинский, Ружинский, Сталинский, Тамгинский, Таращанский, Тихменовский, Тургеневский, Урицкий, город Лесозаводск |
| Яковлевский                                       | село Яковлевка                 | Андреевский, Варфоломеевский, Достоевский, Лукинский, Ново-Сысоевский, Покровский, Рославский, Угодинзинский, Яблоновский, Яковлевский, посёлок Семёновка |

К началу 1941 г. В Приморском крае имелось 29 районов, 7 городов, 24 рабочих поселка, 423 сельсовета.
18 января 1941 года рабочий посёлок Советская Гавань получил статус города краевого подчинения, при этом Советский район был упразднён при его передаче территории в подчинение городу Советская Гавань.
4 марта 1941 года указом Президиума Верховного Совета РСФСР за счёт разукрупнения Ольгинского и Тернейского районов были образованы:
- Соколовский район (центр — село Соколовка), в составе 12 сельсоветов: Батюковского, Беневского, Валентиновского, Ванговского, Данильченского, Киевского, Кишинёвского, Латвийского, Свободненского, Соколовского, Сокольчинского и Чернорученского из Ольгинского района
- Тетюхинский район (центр — рабочий посёлок Тетюхе), в составе 7 сельсоветов: Богопольского, Кавалеровского, Лидовского, Макаровского, Суворовского из Ольгинского района и Джигитского, Ключевского из Тернейского района[42][43][44]

8 мая 1943 года указом Президиума Верховного Совета РСФСР центр Соколовского района из села Соколовки был перенесён в посёлок бухты Судзухе.
18 сентября 1943 года указом Президиума Верховного Совета СССР была ликвидирована Уссурийская область, районы (город Ворошилов (переведён из областного подчинения в краевое), Анучинский, Ворошиловский, Гродековский, Ивановский, Калининский, Кировский, Красноармейский, Михайловский, Молотовский, Пожарский, Спасский, Ханкайский, Хорольский, Черниговский, Чкаловский, Чугуевский, Шмаковский и Яковлевский районы) которой вошли в непосредственное подчинение Крайисполкому.

#### 1944—1962 годы
Состав: 28 сельских и 6 городских района, 8 городов, из них 5 городов краевого подчинения и 3 города районного подчинения (Спасск, Лесозаводск, Иман) В составе края 31 рабочий посёлок и 1 курортный; 420 сельских советов, в числе которых 10 сельсоветов подчиняются городам краевого подчинения.
Территориальное деление 1 августа 1947
Города краевого и районного подчинения
| № | Наименование города | Год получения статуса город | Население по переписи 1939 | Площадь, кв км | Административное значение | В какой район входит | Наименование городских районов                             | Наименование ближайшей железнодорожной станции | Число сельсоветов подчиненных горсовету |
| - | ------------------- | --------------------------- | -------------------------- | -------------- | ------------------------- | -------------------- | ---------------------------------------------------------- | ---------------------------------------------- | --------------------------------------- |
| 1 | Владивосток         | 1880                        | 206432                     | ~400           | Город краевого подчинения | -                    | 1.Ворошиловский 2.Ленинский 3.Первореченский 4.Фрунзенский | Владивосток                                    | 0                                       |
| 2 | Ворошилов           | 1898                        | 71867                      | ~21            | Город краевого подчинения | -                    | 1.Железнодорожный 2.Центральный                            | Ворошилов-Уссурийский                          | 0                                       |
| 3 | Иман                | 1917                        | 13842                      |                | Районный центр            | Калининский          | -                                                          | Иман                                           | -                                       |
| 4 | Спасск-Дальний      | 1926                        | 23030                      |                | Районный центр            | Спасский             | -                                                          | Евгеньевка                                     | -                                       |
| 5 | Сучан               | 1932                        | 36901                      |                | Город краевого подчинения | -                    | -                                                          | Сучан                                          | 5                                       |
| 6 | Артём               | 1938                        | 34926                      | ~27,2          | Город краевого подчинения | -                    | -                                                          | Озёрные Ключи                                  | 1                                       |
| 7 | Лесозаводск         | 1938                        | 24078                      |                | Районный центр            | Шмаковский           |                                                            | Уссури                                         | -                                       |
| 8 | Советская Гавань    | 1941                        | 11853                      |                | Город краевого подчинения | -                    | -                                                          | Советская Гавань                               | 4                                       |

Районы и районные центры
| №  | Наименование районов | Категория районного центра | Наименование районного центра | Наименование ближайшей железнодорожной станции и расстояние в километрах | Наименование ближайшей железнодорожной станции и расстояние в километрах | Расстояние до краевого центра в км | Территория в кв км | Число сельских советов | Число рабочих посёлков | Число городов |
| -- | -------------------- | -------------------------- | ----------------------------- | ------------------------------------------------------------------------ | ------------------------------------------------------------------------ | ---------------------------------- | ------------------ | ---------------------- | ---------------------- | ------------- |
| 1  | Анучинский           | Село                       | Анучино                       | Даубихе                                                                  | 38                                                                       | 215                                | 4 000              | 13                     | -                      | -             |
| 2  | Барабашский          | Село                       | Барабаш                       | Приморская                                                               | 18                                                                       | 130                                | 1 300              | 9                      | -                      | -             |
| 3  | Будённовский         | Село                       | Владимиро-Александровское     | Екатериновка                                                             | 3                                                                        | 198                                | 5 900              | 14                     | -                      | -             |
| 4  | Владивостокский      | Рабочий посёлок            | Раздольное                    | Раздольное                                                               | 3                                                                        | 60                                 | 1 500              | 10                     | 2                      | -             |
| 5  | Ворошиловский        | Город                      | Ворошилов                     | Ворошилов-Уссурийская                                                    | 3                                                                        | 112                                | 3 200              | 13                     | -                      | -             |
| 6  | Гродековский         | Рабочий посёлок            | Гродеково                     | Гродеково                                                                | 0                                                                        | 209                                | 3 900              | 10                     | 1                      | -             |
| 7  | Ивановский           | Село                       | Ивановка                      | Ипполитовка                                                              | 32                                                                       | 192                                | 1 500              | 9                      | -                      | -             |
| 8  | Калининский          | Город                      | Иман                          | Иман                                                                     | 0                                                                        | 418                                | 33 200             | 32                     | -                      | 1             |
| 9  | Кировский            | Рабочий посёлок            | Кировский                     | Шмаковка                                                                 | 18                                                                       | 324                                | 4 000              | 24                     | 2                      | -             |
| 10 | Красноармейский      | Село                       | Новопокровка                  | Иман                                                                     | 75                                                                       | 503                                | 21 600             | 28                     | -                      | -             |
| 11 | Михайловский         | Село                       | Михайловка                    | Дубининский                                                              | 0                                                                        | 131                                | 1 900              | 15                     | -                      | -             |
| 12 | Молотовский          | Село                       | Покровка                      | Голенки                                                                  | 18                                                                       | 146                                | 2 300              | 11                     | -                      | -             |
| 13 | Находкинский         | Рабочий посёлок            | Находка                       | Находка                                                                  | 0                                                                        | 225                                | 300                | 3                      | 2                      | -             |
| 14 | Ольгинский           | Посёлок                    | Ольга                         | Владивосток                                                              | 453                                                                      | 453                                | 17 000             | 13                     | -                      | -             |
| 15 | Пожарский            | Село                       | Пожарское                     | Губерово                                                                 | 10                                                                       | 464                                | нет данных         | 26                     | -                      | -             |
| 16 | Соколовский          | Посёлок                    | Судзухе                       | Владивосток                                                              | 230                                                                      | 210                                | 5 200              | 10                     | 2                      | -             |
| 17 | Спасский             | Город                      | Спасск-Дальний                | Евгеньевка                                                               | 0                                                                        | 243                                | 4 200              | 19                     | -                      | 1             |
| 18 | Тернейский           | Рабочий посёлок            | Терней                        | Владивосток                                                              | 676                                                                      | 676                                | 25 400             | 11                     | 3                      | -             |
| 19 | Тетюхинский          | Рабочий посёлок            | Тетюхе                        | -                                                                        | 434                                                                      | 534                                | нет данных         | 7                      | 1                      | -             |
| 20 | Хасанский            | Рабочий посёлок            | Краскино                      | Краскино                                                                 | 0                                                                        | 210                                | 3 000              | 7                      | 5                      | -             |
| 21 | Ханкайский           | Село                       | Камень-Рыболов                | Камень-Рыболов                                                           | 5                                                                        | 278                                | 2 800              | 16                     | -                      | -             |
| 22 | Хорольский           | Село                       | Хороль                        | Хорольск                                                                 | 0                                                                        | 243                                | 1 900              | 13                     | -                      | -             |
| 23 | Черниговский         | Село                       | Черниговка                    | Мучная                                                                   | 0                                                                        | 202                                | 1 600              | 10                     | 1                      | -             |
| 24 | Чкаловский           | Село                       | Чкаловское                    | Свиягино                                                                 | 0                                                                        | 292                                | нет данных         | 11                     | -                      | -             |
| 25 | Чугуевский           | Село                       | Чугуевка                      | Варфоломеевка                                                            | 75                                                                       | 391                                | 13 200             | 18                     | -                      | -             |
| 26 | Шкотовский           | Рабочий посёлок            | Шкотово                       | Шкотово                                                                  | 0                                                                        | 65                                 | 3 700              | 27                     | 2                      | -             |
| 27 | Шмаковский           | Город                      | Лесозаводск                   | Уссури                                                                   | 0                                                                        | 363                                | 3 300              | 21                     | -                      | 1             |
| 28 | Яковлевский          | Село                       | Яковлевка                     | Варфоломеевка                                                            | 17                                                                       | 310                                | 2 300              | 10                     | 1                      | -             |

12 января 1944 года указом Президиума Верховного Совета РСФСР во Владивостокский район из Ворошиловского района был передан рабочий посёлок Раздольное; этим же указом центр Владивостокского района был перенесён из рабочего посёлка Тавричанка в рабочий посёлок Раздольное.
В декабре 1944 года решением Президиума Верховного Совета РСФСР из состава Будёновского района был выделен Находкинский район, объединяющий посёлок Находку, Ливадийский поселковый Совет, Павловский, Поворотненский и Тазгоузский сельсоветы.
15 сентября 1948 года указом Президиума Верховного Совета РСФСР из Приморского края в Хабаровский был передан город Советская Гавань вместе с пригородной зоной.
26 августа 1949 года указом Президиума Верховного Совета РСФСР центр Соколовского района из бухты Судзухе был перенесён в село Вангоу, переименованное в село Лазо; Соколовский район был переименован в Лазовский.
1 июня 1953 года районным центром Владивостокского района снова было утверждено село Вольно-Надеждинское.
3 июня 1954 года Указом Президиума Верховного Совета РСФСР из части Тетюхинского района был образован Кавалеровский район (центр — посёлок Кавалерово).
11 сентября 1957 года вышел указ Президиума ВС СССР «Об упорядочении дела присвоения имён государственных и общественных деятелей административно-территориальным единицам, населённым пунктам, предприятиям, учреждениям, организациям и другим объектам» (Утверждён Законом СССР
от 20 декабря 1957 года), в связи с этим были переименованы три района Приморского края:
- Будёновский — в Партизанский (29 ноября 1957 года)
- Ворошиловский — в Славянский
- Молотовский — в Октябрьский (в октябре)[23][28][48]

29 июля 1958 года указом Президиума Верховного Совета РСФСР Шмаковский район был переименован в Лесозаводский район; Гродековский район — в Пограничный район.

#### 1963—1965 годы
1 февраля 1963 года прошла всесоюзная реформа районного деления, в соответствии с которой районы Приморского края были разделены на сельские и промышленные. Указом Президиума Верховного Совета РСФСР были упразднены следующие районы:
- Анучинский — вошёл в состав Яковлевского сельского района[30]
- Владивостокский — вошёл в состав Надеждинского сельского района[37]
- Ивановский — вошёл в состав Уссурийского сельского района[23]
- Калининский — вошёл в состав Иманского сельского района[51]
- Лазовский — вошёл в состав Находкинского сельского района[52]
- Лесозаводский — вошёл в состав Кировского сельского района[31]
- Михайловский — вошёл в состав Уссурийского сельского района[53]
- Октябрьский — вошёл в состав Уссурийского сельского района[36]
- Партизанский
- Пограничный — вошёл в состав Ханкайского сельского района[50]
- Пожарский — вошёл в состав Иманского сельского района[39]
- Славянский — вошёл в состав Уссурийского сельского района[23]
- Хорольский — вошёл в состав Ханкайского сельского района[34]
- Черниговский — вошёл в состав Спасского сельского района[54]
- Чкаловский

Образованы Иманский, Надеждинский, Находкинский и Уссурийский сельские районы; города Иман, Лесозаводск и Спасск-Дальний отнесены к категории городов краевого подчинения. В результате реформы Приморский край был разделён на 3 промышленных и 13 сельских районов, 9 городов имели статус краевого подчинения.
| Промышленные районы          | Кавалеровский (центр — посёлок городского типа Кавалерово), Тетюхинский (центр — посёлок городского типа Тетюхе), Шкотовский (центр — посёлок городского типа Большой Камень) |
| Сельские районы              | Иманский (центр — город Иман), Кировский (центр — посёлок городского типа Кировский), Красноармейский (центр — село Новопокровка), Надеждинский (центр — село Вольно-Надеждинское), Находкинский, Ольгинский (центр — посёлок городского типа Ольга) Спасский (центр — город Спасск-Дальний) Тернейский (центр — посёлок городского типа Терней) Уссурийский (центр — город Уссурийск), Ханкайский (центр — село Камень-Рыболов), Хасанский (центр — посёлок городского типа Краскино), Чугуевский (центр — село Чугуевка), Яковлевский (центр — село Яковлевка) |
| Города областного подчинения | Арсеньев, Артём, Владивосток, Иман, Лесозаводск, Находка, Спасск-Дальний, Сучан, Уссурийск |

В марте 1964 года за счёт разукрупнения Ханкайского и Уссурийского районов (территория бывшего Октябрьского района), был образован Пограничный сельский район.
26 октября 1964 года решением Крайисполкома центр Шкотовского района был перенесён из рабочего посёлка Шкотово в посёлок городского типа Большой Камень.
12 января 1965 года в соответствии с постановлением ноябрьского (1964 года) Пленума ЦК КПСС Президиум Верховного Совета РСФСР издал указ «Об изменениях в административно-территориальном делении Приморского края», согласно которому деление Приморского края на промышленные и сельские районы было упразднено. Вновь были образованы районы:
- Анучинский[30]
- Кавалеровский
- Лазовский
- Михайловский[53]
- Тетюхинский
- Черниговский[54]
- Шкотовский[55]

преобразованы сельские районы в районы:
- Иманский
- Кировский[61]
- Красноармейский — без изменений в территориальном устройстве[56]
- Надеждинский[37]
- Находкинский
- Ольгинский[57]
- Пограничный
- Спасский[58]
- Тернейский[59]
- Уссурийский
- Ханкайский
- Хасанский
- Чугуевский[35]
- Яковлевский

Этим же Указом Находкинский район был переименован в Партизанский район.
3 ноября 1965 года Указом Президиума Верховного Совета РСФСР были образованы районы:
- Октябрьский[62] — за счёт разукрупнения Пограничного района[36]
- Пожарский — с возвращением району прежних границ[39]
- Хорольский[22][34]

#### 1966—2004 годы
| Район           | Центр                          | Сельсоветы, города и посёлки районного подчинения |
| --------------- | ------------------------------ | --- |
| Владивосток     |                                | |
| Арсеньев        |                                | |
| Артём           |                                | Кневичанский, посёлки: Артёмовский, Трудовое, Угловое |
| Иман            |                                | |
| Лесозаводск     |                                | Иннокентьевский, Курский, Марковский, Невский, Пантелеймоновский, Ружинский, Тамгинский, Тихменевский, Тургеневский, Филаретовский                                                                                            |
| Находка         |                                | Павловский, Поворотненский, посёлок Ливадия |
| Спасск-Дальний  |                                | |
| Сучан           |                                | Бровничанский, Казанский, Мельниковский, посёлки: Северный Сучан, Тигровый |
| Уссурийск       |                                | |
| Анучинский      | село Анучино                   | Анучинский, Гродековский, Корниловский, Лугохуторский, Новопокровский, Староварваровский, Чернышевский |
| Иманский        | город Иман                     | Ариадненский, Боголюбовский, Введенский, Китайгородский, Любитовский, Малиновский, Новотроицкий, Ореховский, Ракитинский, Рождественский, Сальский, Сандовакский, Сухановский                                                 |
| Кавалеровский   | посёлок Кавалерово             | Богопольский, Суворовский, посёлки: Высокогорск, Кавалерово, Лифудзин, Хрустальный |
| Кировский       | посёлок Кировский              | Авдеевский, Антоновский, Верхнешетухинский, Комаровский, Крыловский, Марьяновский, Ольховский, Павлофёдоровский, Преображенский, Руновский, Уссурский, посёлки: Горный, Горные Ключи, Кировский                               |
| Красноармейский | село Новопокровка              | Богуславецкий, Гоголевский, Гончаровский, Дальнекутский, Измайлихинский, Картунский, Лукьяновский, Новокрещенский, Новопокровский, Рощинский, Сидатунский, Таёжнинский                                                        |
| Лазовский       | село Лазо                      | Беневский, Киевский, Лазовский, Чернорученский, Чистоводненский, посёлки: Валентин, Преображение |
| Михайловский    | село Михайловка                | Абрамовский, Григорьевский, Ивановский, Кремовский, Лефинский, Ляличинский, Михайловский, Николаевский, Осиновский, Сун-Ят-Сенский, Ширяевский, посёлок Новошахтинский                                                        |
| Надеждинский    | село Вольно-Надеждинское       | Вольнонадеждинский, Кипарисовский, Нежинский, Тереховский, посёлки: Раздольное, Тавричанка |
| Октябрьский     | село Покровка                  | Галенковский, Липовецкий, Ново-Георгиевский, Покровский, Пореченский, Синельниковский, Струговский, посёлок Липовцы |
| Ольгинский      | посёлок Ольга                  | Весёлояровский, Маргаритовский, Милоградовский, Молдавановский, Пермский, Серафимовский, Щербаковский, посёлок Ольга |
| Партизанский    | село Владимиро-Александровское | Васильевский, Владимиро-Александровский, Екатериновский, Молчановский, Новицкий, Новолитовский, Перетинский, Сергеевский, Фроловский, Хмыловский                                                                              |
| Пограничный     | посёлок Пограничный            | Барабаш-Левадский, Барано-Оренбургский, Богуславский, Жариковский, Нестеровский, Сергеевский, посёлок Пограничный |
| Пожарский       | село Пожарское                 | Большесиланский, Верхнеперевальский, Губеровский, Емельяновский, Игнатьевский, Краснояровский, Пожарский, Федосьевский, посёлок Лучегорск                                                                                     |
| Спасский        | город Спасск-Дальний           | Александровский, Буссевский, Васильковский, Вишневский, Воскресенский, Гайворонский, Дубовский, Духовской, Кронштадтский, Нововладимировский, Прохоровский, Сантахезский, Славинский, Спасский, Хвалынский, Чкаловский        |
| Тернейский      | посёлок Терней                 | Амгинский, Единский, Кемский, Кузнецовский, Кхуцинский, Мысовский, Пугдинский, Удэгейский, посёлки: Адими, Пластун, Светлая, Терней                                                                                           |
| Тетюхинский     | посёлок Тетюхе                 | посёлки: Дальний, Каменка, Краснореченский, Синанча, Тетюхе, Тетюхе-Пристань |
| Уссурийский     | город Уссурийск                | Алексей-Никольский, Борисовский, Воздвиженский, Кондратеновский, Красноярский, Новоникольский, Пуциловский, Пушкинский, Раковский, Эрлантунский                                                                               |
| Ханкайский      | село Камень-Рыболов            | Ильинский, Камень-Рыболовский, Комиссаровский, Новокачалинский, Новоселищинский, Платоно-Александровский, Троицкий, Турье-Роговский                                                                                           |
| Хасанский       | село Краскино                  | Барабашский, Верхнеадиминский, Занадворовский, Лебединский, Свободненский, Усть-Сидиминский, Хасанский, Янчихинский, посёлки: Зарубино, Краскино, Посьет, Приморский, Славянка                                                |
| Хорольский      | село Хороль                    | Вознесенский, Лучковский, Новобельмановский, Новодевичанский, Поповский, Прилукский, Сиваковский, Хорольский, посёлок Ярославский                                                                                             |
| Черниговский    | село Черниговка                | Алтыновский, Вадимовский, Вассиановский, Дмитриевский, Меркушевский, Монастырищенский, Снегуровский, Халкидонский, Черниговский, посёлки: Мазановка, Реттиховка                                                               |
| Чугуевский      | село Чугуевка                  | Антоновский, Берёзовский, Бреевский, Заветненский, Каменский, Кокшаровский, Новомихайловский, Самарский, Сандагоуский, Саратовский, Табахезский, Уборковский, Шумненский, Чугуевский                                          |
| Шкотовский      | посёлок Большой Камень         | Дунайский, Кангаузский, Майхенский, Многоудобинский, Новонежинский, Новороссийский, Петровский, Подъяпольское, Романовский, Харитоновский, Центральный, посёлки: Большой Камень, Путятин, Смоляниново, Тихоокеанский, Шкотово |
| Яковлевский     | село Яковлевка                 | Андреевский, Бельцовский, Варфоломеевский, Загорненский, Новосысоевский, Покровский, Яблоновский, Яковлевский |

В октябре 1971 года центр Хасанского района из посёлка Краскино был перенесён в посёлок Славянка.
26 декабря 1972 года указом Президиума Верховного Совета РСФСР Тетюхинский район был переименован в Дальнегорский район, а рабочий посёлок Тетюхе — в Дальнегорск.
4 октября 1980 года из состава Шкотовского района был выделен и преобразован в ЗАТО город Тихоокеанский (ныне город Фокино).
31 октября 1984 года указом Президиума Верховного Совета РСФСР за счет территории, административно подчиненной Лесозаводскому городскому Совету был образован Лесозаводской район (центр — город Лесозаводск).
31 августа 1989 года указом Президиума Верховного Совета РСФСР посёлку Большой Камень был присвоен статус города, 27 октября того же года решением Приморского исполкома он был выведен из состава Шкотовского района и отнесён к категории города краевого подчинения.

#### 2004—2018 годы
24 ноября 2004 года центром Шкотовского района стал посёлок городского типа Смоляниново.
| Городские округа     |                                | |
| Округ                | Центр                          | Сельские и городские населённые пункты, входящие в состав округа |
| Арсеньевский         | город Арсеньев                 | Арсеньев |
| Артёмовский          | город Артём                    | сёла: Кне́вичи, Кролевцы, Олений, Суражевка, Ясное, город Артём¹ ¹ В 2004 посёлки городского типа Артёмовский, Заводской и Угловое были упразднены и включены в состав города Артёмa |
| Большой Камень       | город Большой Камень           | сёла: Петровка, Суходол, город Большой Камень |
| Владивостокский      | город Владивосток              | село Береговое; посёлки: Попо́ва, Рейнеке, Русский, Трудовое, город Владивосток |
| Дальнегорский        | город Дальнегорск              | сёла: Каменка, Краснореченский, Рудная Пристань, Сержантово; сёла: Лидовка, Мономахово, Тайга, Черемшаны, город Дальнегорск |
| Дальнереченский      | город Дальнереченск            | сёла: Грушевое, Лазо, посёлок Кольцевое, деревня Краснояровка, город Дальнереченск |
| Лесозаводский        | город Лесозаводск              | сёла: Буссе, Глазовка, Донское, Елизаветовка, Ильмовка, Иннокентьевка, Курское, Лесное, Марково, Невское, Орловка, Пантелеймоновка, Полевое, ж/д станция Прохаско, Ружино, Тамга, Тихменево, Тургенево, Урожайное, Филаретовка, ж/д станция Кабарга, город Лесозаводск |
| Находкинский         | город Находка                  | сёла: Анна, Душкино; посёлок Береговой, город Находка² ² В 2004 году посёлки городского типа Врангель, Ливадия и Южно-Морской, село Козьмино и маяк Поворотный были упразднены и включены в состав города Находки |
| Партизанский         | город Партизанск               | сёла: Авангард, Бровничи, Залесье, Казанка, Мельники, Серебряное, Тигровой, Углекаменск, Хмельницкое; ж/д. станция Фридман, ж/д разъезд Красноармейский, город Партизанск |
| Спасск-Дальний       | город Спасск-Дальний           | Спасск-Дальний |
| Уссурийский          | город Уссурийск                | сёла: Алексей-Никольское, Баневурово, Богатырка, Боголюбовка, Борисовка, Борисовский мост, Воздвиженка, Горнотаёжное, Глуховка, Долины, Дубовый Ключ, ДЭУ-196, Заречное, Каймановка, Каменушка, Кондратеновка, Корсаковка, Корфовка, Красный Яр, Кроуновка, Кугуки, Линевичи, Монакино, Новоникольск, Николо-Львовское, Пуциловка, Пушкино, Раковка, Степное, Улитовка, Утёсное, Элитное, Яконовка; посёлки: Волхушка, Партизан, Тимирязевский, ж/д станции: Воздвиженский, Лимичёвка, город Уссурийск |
| ЗАТО Фокино          | город Фокино                   | посёлки: Дунай, Путятин, город Фокино |
| Муниципальные районы |                                | |
| Район                | Центр                          | Сельские и городские поселения (населённые пункты, входящие в поселение) |
| Анучинский           | село Анучино                   | Анучинское (сёла: Анучино, Ауровка, Гродеково, Еловка, Муравейка, Нововарваровка, Новогордеевка, Старогордеевка, Таёжка, Шекляево, Ясная Поляна, посёлки: Орловка, Тигровый), Виноградовское (сёла: Виноградовка, Ильмаковка, Смольное, Староварваровка, посёлки Весёлый, Скворцово), Гражданское (сёла: Гражданка, Лугохутор, Пухово, Рисовое посёлки: ЛЗП-3, Новопокровка), Чернышевское (сёла: Корниловка, Новотроицкое, Тихоречное, Чернышевка) |
| Дальнереченский      | город Дальнереченск            | Веденкинское (сёла: Веденка, Междуречье, Новотроицкое, Соловьёвка, Стретенка, Ударное), Малиновское (сёла: Ариадное, Вербное, Зимники, Любитовка, Малиново, Савиновка, посёлок Пожига), Ореховское (сёла: Боголюбовка, Орехово, посёлки Мартынова Поляна, Поляны), Ракитненское (сёла: Лобановка, Ракитное, Ясная Поляна), Рождественское (сёла: Голубовка, Рождественка, Солнечное, посёлок Филино), Сальское (сёла: Звенигородка, Речное, Сальское, Сухановка, ж/д станции: Чалданка и Эбергард) |
| Кавалеровский        | пгт Кавалерово                 | Зеркальненское (сёла: Богополь, Зеркальное), Устиновское (сёла: Синегорье, Суворово, Устиновка), Высокогорское (пгт Высокогорск), Горнореченское (пгт Горнореченский), Кавалеровское (пгт Кавалерово), Рудненское (пгт Рудный), Хрустальненское (пгт Хрустальный) |
| Кировский            | пгт Кировский                  | Крыловское (сёла: Большие Ключи, Владимировка, Крыловка, Марьяновка, Межгорье), Руновское (сёла: Антоновка, Афанасьевка, Комаровка, Руновка, Степановка, ж/д разъезд Краевский), Хвищанское: (село Хвищанка), Горненское (пгт Горный), Горноключевское (кп Горные Ключи, село Уссурка), Кировское (пгт Кировский, сёла: Авдеевка, Архангеловка, Еленовка, Луговое, Ольховка, Павло-Фёдоровка, Подгорное, Преображенка, Родниковый, Увальное, Шмаковка) |
| Красноармейский      | село Новопокровка              | Вострецовское: (сёла: Вострецово, Незаметное, Кедровка), Глубинненское (село Глубинное), Дальнекутское (сёла: Дальний Кут, Дерсу, Островной), Измайлихинское (сёла: Измайлиха, Лимонники, Метеоритный), Лукьяновское (сёла: Вербовка, Гоголевка, Гончаровка, Лукьяновка, Покровка, Саровка), Мельничное (село Мельничное), Новопокровское (сёла: Новокрещенка, Новопокровка, Ромны), Рощинское (сёла: Богуславец, Крутой Яр, Рощино, Таборово, Тимохов Ключ), Таёжненское (сёла: Молодёжное, Таёжное), Востокское (пгт Восток) |
| Лазовский            | село Лазо                      | Беневское (сёла: Беневское, Киевка, Свободное, Чистоводное), Валентиновское (сёла: Валентин, Глазковка), Лазовское (сёла: Лазо, Кишинёвка, Старая Каменка), Чернорученское (сёла: Черноручье, Сокольчи, Данильченково), Преображенское (пгт Преображение), (населённые пункты Заповедный, Зелёный; маяк Маяк-Островной, Скалистое) |
| Михайловский         | село Михайловка                | Григорьевское (сёла: Абрамовка, Григорьевка, Дубки, Новожатково), Ивановское (сёла: Горбатка, Ивановка, Лубянка, Николаевка, Отрадное, Тарасовка, Ширяевка; посёлок Горное), Кремовское (сёла: Кремово, Ляличи, ж/д станция Перелётный), Михайловское (сёла: Васильевка, Зелёный Яр, Михайловка, Некруглово, Новое, Песчаное; деревня Кирпичное), Осиновское (сёла: Даниловка, Осиновка), Сунятсенское (сёла: Дальнее, Ленинское, Первомайское, Родниковое, Степное), Новошахтинское (пгт Новошахтинский, село Павловка) |
| Надеждинский         | село Вольно-Надеждинское       | Надеждинское (сёла: Вольно-Надеждинское, Кипарисово, Прохладное; посёлки: Де-Фриз, Западный, Зима Южная, Кипарисово-2, Ключевой, Мирный, Морской, Новый, Рыбачий, Сиреневка, Соловей-Ключ, Стеклозаводский, Таёжный, Тоннель, Шмидтовка), Тавричанское (посёлки: Давыдовка, Девятый Вал, Тавричанка), Раздольненское (сёла: Нежино, Тереховка, посёлки: Алексеевка, Горное, Городечное, Оленевод, Раздольное, Тимофеевка, Тихое, ж/д станции: Барановский, Виневитино, Железнодорожный разъезд 9208-й км, Казарма 25-й км) |
| Октябрьский          | село Покровка                  | Галенкинское (сёла: Галёнки, Дзержинское, Ильичёвка, Поречье), Новогеоргиевское (сёла: Константиновка, Новогеоргиевка, Полтавка, Фадеевка), Покровское (сёла: Гранатовка, Запроточный, Заречное, Покровка, Синельниково-1, Синельниково-2, Старореченское, Струговка, Чернятино; посёлок Дальневосточная МИС), Липовецкое (посёлок Липовцы, сёла: Владимировка, Липовцы; посёлок Ильичёвка) |
| Ольгинский           | пгт Ольга                      | Веселояровское (село Весёлый Яр, посёлок Ракушка), Милоградовское (сёла: Милоградово, Лиственная), Молдаванское (сёла: Фурманово, Михайловка; деревня Молдавановка; посёлок Горноводное), Моряк-Рыболовское (село Маргаритово, посёлок Моряк-Рыболов, деревня Бровки), Пермское (сёла: Ветка, Новониколаевка, Пермское), Тимофеевское (посёлки Тимофеевка, Нордост), Ольгинское (пгт Ольга, село Серафимовка) |
| Партизанский         | село Владимиро-Александровское | Владимиро-Александровское (сёла: Владимиро-Александровское, Хмыловка), Екатериновское (сёла: Голубовка, Екатериновка, Новая Сила; посёлок Боец Кузнецов, железнодорожный разъезд 151 км), Золотодолинское (сёла: Золотая Долина, Перетино), Новицкое (сёла: Новицкое, Фроловка; посёлок Николаевка, хутор Орёл, ж/д разъезд Водопадное), Новолитовское (село Новолитовск, деревни: Васильевка, Кирилловка; посёлок Волчанец), Сергеевское (сёла: Молчановка, Сергеевка, Южная Сергеевка; деревни: Монакино, Ястребовка; посёлки Слинкино, Романовский Ключ, хутор Ратное) |
| Пограничный          | пгт Пограничный                | Барабаш-Левадинское (село Барабаш-Левада), Жариковское (сёла: Богуславка, Духовское, Жариково, Нестеровка, Рубиновка), Сергеевское (сёла: Дружба, Сергеевка, Украинка, ж/д станция Пржевальская), Пограничное (пгт Пограничный, сёла: Барано-Оренбургское, Бойкое, Садовый, Софье-Алексеевское; посёлки: Байкал, Таловый; жд. ст. Гродеково II) |
| Пожарский            | пгт Лучегорск                  | Верхнеперевальское (сёла: Верхний Перевал, Стрельниково), Губеровское (сёла: Губерово, Знаменка, Каменушка, Новостройка), Игнатьевское (сёла: Емельяновка, Игнатьевка, Ласточка; жд. ст. Буйневич), Краснояровское (сёла: Красный Яр, Олон, Охотничий), Нагорненское (село Нагорное), Пожарское (сёла: Никитовка, Совхоз Пожарский, Пожарское), Светлогорское (село Светлогорье), Соболинское (сёла: Соболиный, Ясеневый), Федосьевское (сёла: Алчан, Бурлит, Федосьевка), Лучегорское (пгт Лучегорск) |
| Спасский             | город Спасск-Дальний           | Александровское (село Александровка, ж/д станция Дроздов), Буссевское (сёла: Анненка, Буссевка, Константиновка, Нахимовка, Нововладимировка, Татьяновка; ж/д станция Адарка), Дубовское (сёла: Дубовское, Калиновка), Духовское (сёла: Духовское, Никитовка, Новорусановка; жд. ст. Сунгач), Краснокутское (сёла: Вишнёвка, Евсеевка, Красный Кут), Новосельское (сёла: Гайворон, Лебединое, Луговое, Новосельское, Сосновка, Степное), Прохорское (сёла: Малые Ключи, Новинка, Прохоры, ж/д станция Кнорринг), Спасское (сёла Воскресенка, Спасское; жд. ст. Старый Ключ), Хвалынское (сёла: Зеленовка, Славинка, Хвалынка), Чкаловское (сёла: Васильковка, Зеленодольское, Кронштадтка, Чкаловское, ж/д станция Свиягино) |
| Тернейский           | пгт Терней                     | Амгунское (село Амгу), Единкинское (сёла: Единка, Перетычиха), Кемское (село Малая Кема), Максимовское (село Максимовка), Самаргинское (село Самарга), Удэгейское (село Агзу), Усть-Соболевское (село Усть-Соболевка), Пластунское (пгт Пластун), Светлое (пгт Светлая), Тернейское (пгт Терней) |
| Ханкайский           | село Камень-Рыболов            | Ильинское (сёла: Ильинка, Троицкое; ж/д. станция Ильинка), Камень-Рыболовское (сёла: Астраханка, Владимиро-Петровка, Камень-Рыболов, Пархоменко; ж/д станция Камень-Рыболов), Комиссаровское (сёла: Дворянка, Комиссарово), Новокачалинское (сёла: Новокачалинск, Платоно-Александровское, Турий Рог), Новоселищенское (сёла: Алексеевка, Мельгуновка, Новоселище, Удобное; ж/д разъезд Морозовка), Октябрьское (сёла: Люблино, Майское, Октябрьское,Новониколаевка), Первомайское (сёла: Кировка, Первомайское, Рассказово) |
| Хасанский            | пгт Славянка                   | Барабашское (сёла: Барабаш, Занадворовка, Кравцовка, Овчинниково, Филипповка; ж/д. разъезд Барсовый, ж/д станция Провалово), Безверховское (сёла: Безверхово, Нарва, Перевозная, Сухая Речка; ж/д разъезд Пожарский, ж/д станция Кедровый), Зарубинское (пгт Зарубино, сёла: Андреевка, Витязь, Рисовая Падь; маяк Маяк Гамов, ж/д станция Сухановка), Краскинское (пгт Краскино, сёла: Зайсановка, Камышовый, Маячное, Цуканово, Шахтёрский), Посьетское (пгт Посьет, село Гвоздево), Приморское (пгт Приморский), Славянское (пгт Славянка, сёла: Пойма, Ромашка; посёлок База Круглая, ж/д станции: Бамбурово, Рязановка, маяк Бюссе), Хасанское (пгт Хасан, село Лебединое)                                             |
| Хорольский           | село Хороль                    | Благодатненское (сёла: Благодатное, Новобельмановка, Приозёрное, Прилуки, Усачёвка), Лучкинское (сёла: Берёзовка, Лучки, Малые Лучки; ж/д разъезд 12-й км), Новодевицкое (сёла: Новодевица, Стародевица), Сиваковское (сёла: Петровичи, Сиваковка), Хорольское (сёла: Ленинское, Луговой, Лукашевка, Поповка, Старобельмановка, Хороль; ж/д станция Хорольск), Ярославское (пгт Ярославский, сёла: Вознесенка, Дальзаводское, Камышовка, Малая Ярославка) |
| Черниговский         | село Черниговка                | Дмитриевское (сёла: Дмитриевка, Искра, Майское, Меркушевка, Синий Гай, жд. ст. Тиховодное), Снегуровское (сёла: Абражеевка, Вассиановка, Калёновка, Снегуровка), Черниговское (сёла: Алтыновка, Вадимовка, Горный Хутор, Грибное, Черниговка), Реттиховское (пгт Реттиховка), Сибирцевское (пгт Сибирцево, сёла: Высокое, Монастырище, Орехово, Халкидон; пос. Сибирцево-3, ж/д. раз-д Светлояровка, ж/д станции: Орехово-Приморское, Халкидон) |
| Чугуевский           | село Чугуевка                  | Берёзовское (село Берёзовка), Бреевское (сёла: Архиповка, Верхняя Бреевка, Медвежий Кут, Тополёвый, Ясное), Заветненское (сёла: Заветное, Окраинка), Кокшаровское (сёла: Кокшаровка, Полыниха, Саратовка), Самарское (сёла: Лесогорье, Самарка), Уборкинское (сёла: Варпаховка, Павловка, Уборка), Чугуевское (сёла: Булыга-Фадеево, Заметное, Извилинка, Каменка, Михайловка, Новомихайловка, Новочугуевка, Пшеницыно, Соколовка, Цветковка, Чугуевка), Шумненское (сёла: Антоновка, Изюбриный, Ленино, Нижние Лужки, Шумный) |
| Шкотовский           | пгт Смоляниново                | Новонежинское (село Анисимовка; деревни: Лукьяновка, Рождественка; посёлок Новонежино, ж/д разъезд 53 км), Подъяпольское (посёлки: Мысовой, Подъяпольское; ж/д разъезд Стрелок), Романовское (село Романовка, деревни: Молёный Мыс, Речица, Царёвка), Центральненское (сёла: Новая Москва, Новороссия, Стеклянуха, Центральное; деревня Смяличи), Штыковское (село Многоудобное, посёлок Штыково), Смоляниновское (пгт Смоляниново), Шкотовское (пгт Шкотово) |
| Яковлевский          | село Яковлевка                 | Варфоломеевское (сёла: Варфоломеевка, Достоевка, Лазаревка, ж/д станция Варфоломеевка), Новосысоевское (сёла: Новосысоевка, Старосысоевка; ж/д ст. Сысоевка), Покровское (сёла: Минеральное, Покровка, Рославка), Яблоновское (сёла: Бельцово, Загорное, Краснояровка, Николо-Михайловка, Озёрное, Орлиное, Яблоновка), Яковлевское (сёла: Андреевка, Яковлевка) |

#### с 2019 года
К 31 декабря 2019 года в Анучинский, Пограничный и Чугуевский муниципальные районы были преобразованы в одноимённые муниципальные округа.
В январе 2020 года в Октябрьский и Хорольский муниципальные районы преобразованы в одноимённые муниципальные округа.
В марте 2020 года Лазовский, Тернейский и Ханкайский муниципальные районы преобразованы в одноимённые муниципальные округа.
В 2021—2022 годах Кавалеровский, Ольгинский, Пожарский, Хасанский и Яковлевский муниципальные районы преобразованы в одноимённые муниципальные округа.
В 2023 году Пограничный, Черниговский и Шкотовский муниципальные районы преобразованы в одноимённые муниципальные округа.
В 2024 году Дальнегорский, Лесозаводский и Партизанский городские округа были преобразованы в муниципальные округа.
См. выше: Муниципальное устройство края
При этом одноимённые административные районы сохранили свои статусы.
См. выше Административно-территориальное устройство края